# Cormac mac Airt
Cormac mac Airt ['kormak mak aRʴtʴ], auch Cormac Ulfada („Cormac mit dem langen Bart“) genannt, war nach der keltischen Mythologie Irlands ein Hochkönig, der seinen Sitz in Tara hatte. Er war der Sohn von Art mac Cuinn und dessen Gemahlin Achtan sowie der Enkel von König Conn Cétchathach (in der Erzählung Cath Maige Mucrama [„Die Schlacht von Mag Mucrama“] wird dagegen Eogan, der Sohn Ailill Auloms, als Cormacs Großvater genannt). Cormac soll von 254 bis 277 regiert haben und war der Vater von Gráinne, sowie der Großvater von Conaire Mór.

## Mythologie
Cormac mac Airt war durch seine Verbindung mit Medb, die hier als Herrschaftsgöttin Irlands angesehen wird, ausersehen, Hochkönig zu sein. 
Solange Medb nicht mit ihm geschlafen hatte, war Cormac nicht König von Irland.
Die Erzählung Scéla Eogain agus Cormaic („Die Geschichte von Eogan und Cormac“) beschreibt seine Kindheit und Jugend bis zum Antritt der Herrschaft, Geneamuin Cormaic Ua Chuind („Die Geburt von Cormac mac Airt“) sein gesamtes Leben bis zum Tod. Diese Überlieferungen nennen ihn einen idealen Herrscher, während dessen Regierungszeit Gerechtigkeit, Wohlstand und Frieden geherrscht hätten. Eine Reise zu den Feen erzählt Echtra Cormaic i Tír Tairngire („Cormacs Reise in des Land der Hoffnung/Verheißung“). Über die Erringung einer Braut berichtet Esnada Tige Buchet („Der Gesang des Hauses Buchet“). Diese Sagen sind im Leabhar Buidhe Lecain („Das Gelbe Buch von Lecan“) aufgezeichnet, die letzte auch im Lebor Laignech („Das Buch von Leinster“).
Nach einer Legende des 3. Jahrhunderts („Die Belagerung von Knocklong“) versucht Cormac, die Provinz Munster zu erobern, die von König "Fiachu Muillethan" regiert wird. Cormac will durch die Anwendung von Magie gewinnen und lässt alle Gewässer austrocknen, worauf König Fiacha den blinden Zauberer Mog Ruith um Hilfe bittet, der die Wasser wieder fließen lässt. Der Invasionsversuch schlägt deshalb fehl.
Der Meeresgott Manannan entführt Cormac samt seiner Frau und den Kindern auf eine Anderswelt-Insel, behält sie einige Zeit bei sich und bringt sie dann wieder nach Tara zurück.
In der Sage Diarmuid und Gráinne will sich Cormac mit seinem Widersacher Fionn mac Cumhaill versöhnen und stimmt deshalb der Werbung Fionns um Gràinne zu. Bei der Verlobungsfeier entscheidet sich diese jedoch für den jungen Diarmuid, mit dem sie in der Nacht aus der Burg ihres Vaters flieht. Nach einer langen Verfolgungsjagd stiftet der Gott Oengus Friede und Cormac gibt Fionn seine jüngere Tochter zur Frau. Doch der tief gekränkte Fionn lockt Diarmuid Jahre später in eine Falle, in der dieser stirbt.
Die Sammlung von Lehrsprüchen Tecosca Cormaic beschreibt einen Dialog zwischen Cormac und seinem Sohn Cairbre Lifechar, in dem er diesen über die Rechte und Pflichten eines Königs aufklärt.
The Expulsion of the Déisi ist eine mittelalterliche Erzählung. Sie stammt etwa aus dem 8. Jahrhundert, überlebte jedoch nur in späteren Handschriften. Sie beschreibt die fiktive Geschichte der Déisi Muman, die während des frühen Mittelalters politische Macht in Teilen von Irland erlangt hatten und von Cormac mac Airt vertrieben wurden.

## Rezeption
Es gilt als durchaus möglich, dass Cormac mac Airt eine historische Persönlichkeit war. Seine Regierungszeit wird in der Spanne vom 2. bis zum 4. Jahrhundert angegeben. In den Annalen von Clonmacnoise (übersetzt im Jahre 1627) wird er als weiser, gerechter und milder König bezeichnet, [...] absolut der beste, der Irland je regierte, bevor er kam [...].